# Sportjahr 1886
Liste der Sportjahre

◄◄ | ◄ | 1882 | 1883 | 1884 | 1885 | Sportjahr 1886 | 1887 | 1888 | 1889 | 1890 | ► | ►►

Weitere Ereignisse
Das Sportjahr 1886 listet weltweit Ereignisse, Rekorde und Meisterschaften aus der Welt des Sports.

## Ereignisse

### Internationale Veranstaltungen

#### Rudern
- 3. April: Cambridge besiegt Oxford im Boat Race in 22'03".

#### Rugby
- Schottland und England werden gemeinsam zu Siegern der Home Nations Championship 1886 erklärt, nachdem das Turnier wegen eines Streits der Verbände abgebrochen worden ist.
- Die Verbände von Irland, Schottland und Wales gründen das International Rugby Football Board wegen Regelstreitigkeiten mit der englischen Rugby Football Union.

#### Schach
- 11. Januar: Die erste offizielle Schachweltmeisterschaft beginnt. In dem bis zum 29. März andauernden Zweikampf besiegt Wilhelm Steinitz seinen Kontrahenten Johannes Zukertort mit 10:5 und wird so erster Schachweltmeister. Dabei wird erstmals für das Publikum das von Johann Jacob Löwenthal erfundene Demonstrationsbrett eingesetzt.

#### Tennis
- Bei der Veranstaltung in Wimbledon gewinnt William Renshaw aus Großbritannien  gegen seinen Landsmann Herbert Lawford 6–0 5–7 6–3 6–4.
- Bei den Damen besiegt die Engländerin Blanche Bingley ihre Landsfrau Maud Watson 6–3 6–3.

### Nationale Meisterschaften

#### Eishockey
- Am 8. Dezember wird die weltweit erste Eishockeymeisterschaftsliga, die Amateur Hockey Association of Canada Montreal gebildet.

#### Schwimmen
- Deutsche Schwimmmeisterschaften 1886

### Vereinsgründungen

Logo aus der Gründungszeit des Linfield FC

- März: In Belfast wird von Arbeitern der Linfield Spinning Mill der Linfield Football Club gegründet. Schon bei der Gründung ist der irische Fußballclub protestantisch geprägt.
- 17. Mai: Der schottische Fußballverein FC Motherwell entsteht durch den Zusammenschluss der beiden Unternehmenssportclubs Glencairn und Alpha.
- 1. September: Der Grasshopper Club Zürich wird gegründet.
- Arbeiter bei Royal Arsenal in Woolwich, London, gründen den Fußballclub Dial Square, den heutigen FC Arsenal. Am 11. Dezember gewinnen sie ihr erstes Spiel gegen die Eastern Wanderers mit 6:0.
- Der Ruderclub RC Germania Tegel 1886 wird von fünf Ingenieuren der Germania-Werft gegründet.
- Das Baseball-Team Washington Nationals wird gegründet und spielt in der National League.

### Rekorde

#### Leichtathletikrekorde

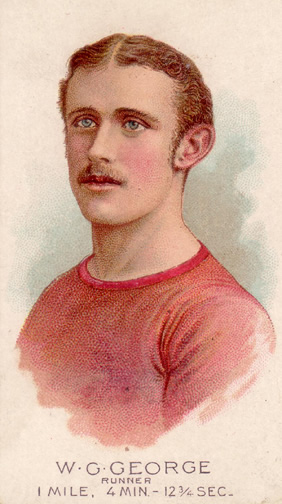
Walter George, Meilenläufer (Lithographie von Nice Allen & Ginter)

- 23. August: Der Engländer Walter George, der erst kürzlich wegen Mangels an Konkurrenz zu den Profis gewechselt ist, läuft im „Rennen des Jahrhunderts“ gegen den Schotten William Cummings die Meile (1609,36 m) der Herren in 4:12 3/4 Minuten, eine Zeit, die erst 1915 vom US-Amerikaner Norman Taber unterboten werden wird.

#### Skispringen
- Johannes Nordgården aus Norwegen springt auf dem Flatdalbakken in Seljord, Norwegen, 26 Meter.

## Geboren

### Januar
- 04. Januar: Torsten Kumfeldt, schwedischer Wasserballspieler und Schwimmer († 1966)
- 04. Januar: Wilhelm Persson, schwedischer Schwimmer († 1955)
- 06. Januar: Erik Bergström, schwedischer Fußballspieler († 1966)
- 06. Januar: Bruno Leuzinger, Schweizer Eishockeyspieler († 1952)
- 07. Januar: Arthur Rothrock, US-amerikanischer Sportschütze († 1938)
- 08. Januar: William Coales, britischer Langstreckenläufer († 1960)
- 11. Januar: Frederick Koolhoven, niederländischer Automobilrennfahrer, Flugzeugkonstrukteur und Unternehmer († 1946)
- 11. Januar: Elsa Rendschmidt, deutsche Eiskunstläuferin († 1969)
- 11. Januar: Thomas Thould, britischer Wasserballspieler († 1971)
- 14. Januar: Henry Murray, neuseeländischer Leichtathlet († 1943)
- 15. Januar: Jenő Károly, ungarischer Fußballspieler und -trainer († 1926)
- 15. Januar: Harrie Kuneman, niederländischer Fußballspieler († 1945)
- 17. Januar: Alex Abraham, deutscher Zehnkämpfer und Diskuswerfer († 1971)
- 17. Januar: Joe Keeper, kanadischer Langstreckenläufer († 1971)
- 17. Januar: Rudolf Kramer, österreichischer Radsportler († unbekannt)
- 20. Januar: Heikki Sammallahti, finnischer Turner († 1954)
- 22. Januar: Robert Hennet, belgischer Fechter († 1930)
- 24. Januar: Jean Hauptmanns, deutscher Ringer († unbekannt)
- 26. Januar: Pieter Boelmans ter Spill, niederländischer Fußballspieler († 1954)
- 26. Januar: Phyllis Satterthwaite, britische Tennisspielerin († 1962)
- 27. Januar: José Mouzinho de Albuquerque, portugiesischer Springreiter († 1965)
- 29. Januar: Arthur Holden Lowe, englischer Tennisspieler († 1958)
- 31. Januar: Väinö Tiiri, finnischer Turner († 1966)

### Februar
- 01. Februar: Veli Nieminen, finnischer Turner († 1936)
- 02. Februar: Thomas Hedberg, britischer Segler († 1954)
- 04. Februar: Sune Almkvist, schwedischer Fußball- und Bandyspieler und Sportfunktionär († 1975)
- 07. Februar: Wilhelm Löffler, deutscher Fechter († unbekannt)
- 08. Februar: Jules Wuyts, belgischer Schwimmer († unbekannt)
- 09. Februar: Béla Révész, ungarischer Fußballspieler und -trainer († 1939)
- 14. Februar: Carl Bechler, deutscher Sprinter und Speerwerfer († 1945)
- 15. Februar: Dick Bergström, schwedischer Segler († 1952)
- 15. Februar: Trygve Bøyesen, norwegischer Turner († 1963)
- 16. Februar: Evert Jakobsson, finnischer Speerwerfer († 1960)
- 17. Februar: Lambertus Benenga, niederländischer Schwimmer († 1963)
- 17. Februar: Anton Hörburger, niederländischer Fußballspieler († 1978)
- 17. Februar: Arnold Hörburger, niederländischer Fußballspieler († 1966)
- 18. Februar: Jack Scales, britischer Automobilrennfahrer († 1962)
- 19. Februar: Nils Erik Hellsten, schwedischer Fechter († 1962)
- 20. Februar: Jørgen Andersen, norwegischer Turner († 1973)
- 22. Februar: Nils Voss, norwegischer Turner († 1969)
- 23. Februar: Lennart Lindroos, finnischer Schwimmer († 1921)
- 25. Februar: Hans Walter Imhoff, Schweizer Fußballspieler († 1971)
- 28. Februar: Bjarne Aas, norwegischer Segler und Konstrukteur († 1969)
- 28. Februar: Arthur Ahnger, finnischer Segler († 1940)
- 28. Februar: Victor Boin, belgischer Sportjournalist, Sportler und Sportfunktionär († 1974)
- 28. Februar: Guy Holdaway, britischer Hindernisläufer († 1973)
- 28. Februar: Bede Smith, australischer Rugbyspieler († 1954)

### März
- 05. März: Paul Radmilovic, britischer Wasserballer und Schwimmer, Olympiasieger († 1968)
- 06. März: Giovanni Gasperini, italienischer Turner († unbekannt)
- 06. März: Henry Jamison Handy, US-amerikanischer Schwimmer († 1983)
- 06. März: Hugo Jahnke, schwedischer Turner († 1939)
- 07. März: Jean-Baptiste Horn, luxemburgischer Kunstturner († 1957)
- 07. März: René Thomas, französischer Automobilrennfahrer und Flugpionier († 1975)
- 08. März: Nicolas Constant, französischer Turner († 1971)
- 09. März: Kenneth Edwards, US-amerikanischer Golfspieler († 1952)
- 11. März: Alton Welton, US-amerikanischer Marathonläufer († 1958)
- 12. März: John Eke, schwedischer Langstreckenläufer († 1964)
- 12. März: Vittorio Pozzo, italienischer Fußballspieler und -trainer († 1968)
- 13. März: Arthur Russell, britischer Leichtathlet († 1972)
- 14. März: Firmin Lambot, belgischer Radrennfahrer († 1964)
- 14. März: Rolf Steffenburg, schwedischer Segler († 1982)
- 16. März: Herbert Lindström, schwedischer Tauzieher († 1951)
- 16. März: Sigurd Smebye, norwegischer Turner († 1954)
- 21. März: Walter Dray, US-amerikanischer Stabhochspringer († 1973)
- 22. März: Arthur Amundsen, norwegischer Turner († 1936)
- 22. März: Jonas Slier, niederländischer Turner († 1942)
- 23. März: Frank Irons, US-amerikanischer Leichtathlet († 1942)
- 26. März: Edmond Luguet, französischer Radrennfahrer († 1974)
- 29. März: Aarne Pohjonen, finnischer Turner († 1938)
- 31. März: Vlastimil Lada-Sázavský, böhmischer Fechter († 1956)

### April
- 04. April: Janus Theeuwes, niederländischer Bogenschütze († 1975)
- 06. April: Gastone Calabresi, italienischer Turner († 1916)
- 06. April: Antal Szebeny, ungarischer Ruderer († 1936)
- 07. April: William Rand, US-amerikanischer Hürdenläufer († 1981)
- 09. April: John Whitaker, britischer Turner († 1977)
- 10. April: John Hayes, US-amerikanischer Marathonläufer und Olympiasieger († 1965)
- 14. April: Hjalmar Heerup, dänischer Fußballspieler († 1961)
- 14. April: Alister Kirby, britischer Ruderer († 1917)
- 14. April: Andor Szende, ungarischer Eiskunstläufer († 1972)
- 16. April: Michalis Dorizas, griechischer Leichtathlet († 1957)
- 17. April: Rasmus Frandsen, dänischer Ruderer († 1974)
- 19. April: Olaf Sletten, norwegischer Sportschütze († 1943)
- 20. April: James Donahue, US-amerikanischer Leichtathlet († 1966)
- 23. April: Theodore Just, britischer Mittelstreckenläufer († 1937)
- 26. April: Benkt Norelius, schwedischer Turner († 1974)
- 28. April: Arthur Shaw, US-amerikanischer Hürdenläufer († 1955)
- 29. April: Reginald Pridmore, englischer Hockeyspieler († 1918)

### Mai
- 06. Mai: Eric Walter Powell, englischer Ruderer († 1933)
- 09. Mai: Edu Snethlage, niederländischer Fußballspieler († 1941)
- 10. Mai: Frank Ahearn, kanadischer Eishockeyfunktionär († 1962)
- 15. Mai: Per Bergman, schwedischer Segler († 1950)
- 17. Mai: Ernst Deloch, deutscher Springreiter († unbekannt)
- 19. Mai: Frans Möller, schwedischer Tennisspieler († 1954)
- 20. Mai: John Jacob Astor, britischer Racketsspieler († 1971)
- 20. Mai: Erik Lindqvist, schwedischer Segler († 1934)
- 20. Mai: Ali Sami Yen, Gründer des türkischen Fußballvereins „Galatasaray Spor Kulübü“ († 1951)
- 25. Mai: Henry Breckinridge, US-amerikanischer Fechter († 1960)
- 26. Mai: Fernand Vast, französischer Radrennfahrer († 1968)
- 27. Mai: Arthur Dearborn, US-amerikanischer Diskuswerfer († 1941)
- 29. Mai: Gerard Scheurleer, niederländischer Tennisspieler und -trainer († 1948)

### Juni
- 02. Juni: Kristen Vadgaard, dänischer Turner († 1979)
- 03. Juni: Carl Larsen, dänischer Turner († 1962)
- 09. Juni: Tommy Gorman, kanadischer Sportler und Sportfunktionär († 1961)
- 11. Juni: Eino Railio, finnischer Turner († 1970)
- 14. Juni: Georg Zacharias, deutscher Schwimmer († 1953)
- 16. Juni: Carl Eichhorn, deutscher Ruderer († unbekannt)
- 17. Juni: Steen Olsen, dänischer Turner († 1960)
- 18. Juni: George Mallory, britischer Bergsteiger († 1924)
- 22. Juni: Rudolf Fehrmann, deutscher Rechtsanwalt, Kletterer und Kletterführerautor († 1948)
- 23. Juni: Carl Hårleman, schwedischer Turner und Stabhochspringer († 1948)
- 23. Juni: Christopher Jones, britischer Wasserball- und Rugbyspieler († 1937)
- 29. Juni: Cesare Zanzottera, italienischer Radrennfahrer († 1961)

### Juli
- 02. Juli: William Hammond, britischer Radrennfahrer († 1960)
- 05. Juli: Federico Cesarano, italienischer Fechter und Sportschütze († 1969)
- 05. Juli: Nathaniel Niles, US-amerikanischer Eiskunstläufer und Tennisspieler († 1932)
- 07. Juli: David Gaul, US-amerikanischer Schwimmer († 1962)
- 08. Juli: Irving Parkes, kanadischer Leichtathlet († 1964)
- 15. Juli: Harry Green, britischer Langstreckenläufer († 1934)
- 19. Juli: Rudolf Degermark, schwedischer Turner († 1960)
- 19. Juli: Ferry van der Vinne, niederländischer Fußballspieler († 1947)
- 20. Juli: Thor Larsen, norwegischer Turner († 1970)
- 21. Juli: Henrik Hajós, ungarischer Schwimmer und Fußballspieler († 1963)
- 22. Juli: Harold Hawkins, britischer Sportschütze († 1917)
- 25. Juli: Hans von Blixen-Finecke senior, schwedischer Dressurreiter und Jagdflieger († 1917)
- 25. Juli: Edward Cummins, US-amerikanischer Golfspieler († 1926)
- 30. Juli: Dutch Speck, US-amerikanischer American-Football-Spieler († 1952)
- 31. Juli: Mihály Dávid, ungarischer Kugelstoßer († 1944)

### August
- 03. August: Clarence Edmundson, US-amerikanischer Leichtathlet und Basketballtrainer († 1964)
- 04. August: Edmond Henry, belgischer Schwimmer († 1931)
- 06. August: Edward Dahl, schwedischer Leichtathlet († 1961)
- 07. August: Lothar Budzinski-Kreth, deutscher Fußballspieler († 1955)
- 09. August: Fred Holmes, britischer Tauzieher († 1944)
- 09. August: Jops Reeman, niederländischer Fußballspieler († 1959)
- 12. August: Ragnar Ekberg, schwedischer Leichtathlet († 1966)
- 12. August: Jaromír Zeman, böhmischer Tennisspieler († unbekannt)
- 15. August: John Halstead, US-amerikanischer Mittelstreckenläufer († 1951)
- 18. August: Karl Tewes, deutscher Fußballspieler († 1968)
- 19. August: Louis Abit, französischer Automobilrennfahrer († 1976)
- 19. August: Paul Preuß, österreichischer Alpinist († 1913)
- 23. August: Svend Langkjær, dänischer Leichtathlet († 1948)
- 23. August: György Luntzer, ungarischer Leichtathlet und Ringer († 1942)
- 24. August: Einar Torgersen, norwegischer Segler († 1946)
- 25. August: Willi Worpitzky, deutscher Fußballspieler († 1953)
- 26. August: Edvard Linna, finnischer Turner († 1974)
- 27. August: Charlie Davey, britischer Radrennfahrer († 1964)

### September
- 03. September: Pierre Strauwen, belgischer Schwimmer und Schwimmsportfunktionär († 1968)
- 03. September: Herbert Trube, US-amerikanischer Mittel- und Langstreckenläufer († 1959)
- 04. September: Otto Bülte, deutscher Fußballspieler († 1962)
- 04. September: Miloslav Fleischmann, tschechischer Eishockeyspieler († 1955)
- 04. September: Georg Krogmann, deutscher Fußballspieler († 1915)
- 08. September: John Fitzgerald, kanadischer Mittel- und Langstreckenläufer († 1963)
- 09. September: Moritz von Bissing, deutscher Hockey-, Rugby- und Tennisspieler († 1954)
- 09. September: Erwin Voellmy, Schweizer Schachmeister und Mathematiker († 1951)
- 10. September: Willem de Vries Lentsch, niederländischer Segler († 1980)
- 15. September: George Patching, südafrikanischer Sprinter († 1944)
- 18. September: Paul Pedersen, norwegischer Turner († 1948)
- 19. September: Alfred Felber, Schweizer Ruderer († 1967)
- 19. September: Claire Guttenstein, belgische Schwimmerin († 1948)
- 25. September: Ernest Jacquet, Schweizer Eishockeyspieler und -schiedsrichter sowie Sportfunktionär († 1969)
- 25. September: May Sutton, US-amerikanische Tennisspielerin († 1975)
- 27. September: Lucien Gaudin, französischer Fechter und Olympiasieger († 1934)
- 29. September: Eugène Pollet, französischer Turner († 1967)

### Oktober
- 05. Oktober: Richard Schoemaker, niederländischer Fechter († 1942)
- 08. Oktober: Wim Groskamp, niederländischer Fußballspieler († 1974)
- 10. Oktober: Arvid Holmberg, schwedischer Turner († 1958)
- 13. Oktober: Ben Stom, niederländischer Fußballspieler († 1965)
- 14. Oktober: Patrik de Laval, schwedischer Sportschütze und Moderner Fünfkämpfer († 1974)
- 18. Oktober: Robert Andersson, schwedischer Schwimmer, Turmspringer und Wasserballspieler († 1972)
- 19. Oktober: Queenie Judd, britische Turnerin († 1951)
- 19. Oktober: Adolf Werner, deutscher Fußballspieler († 1975)
- 22. Oktober: George Dockrell, britischer Schwimmer († 1924)
- 23. Oktober: Ernest Friederich, französischer Automobilrennfahrer und Mechaniker († 1954)
- 26. Oktober: Hanns Braun, deutscher Leichtathlet († 1918)
- 26. Oktober: Albert Rowland, neuseeländischer Geher († 1918)
- 27. Oktober: Isaac Bentham, britischer Wasserballspieler († 1917)
- 28. Oktober: Frans de Bruyn Kops, niederländischer Fußballspieler († 1979)
- 28. Oktober: Albert Gladstone, britischer Ruderer († 1967)
- 29. Oktober: Fritz Bartholomae, deutscher Ruderer († 1915)
- 29. Oktober: George Con O’Kelly, irischer Ringer († 1947)
- 31. Oktober: Haakon Sörvik, schwedischer Turner († 1970)

### November
- 01. November: Otto Authén, norwegischer Turner († 1971)
- 02. November: Frank Coyle, US-amerikanischer Stabhochspringer († 1947)
- 03. November: Hans Næss, norwegischer Segler († 1958)
- 05. November: Arvor Hansen, dänischer Turner († 1962)
- 05. November: Augustos Zerlendis, griechischer Tennisspieler († 1954)
- 06. November: Donald Buddo, kanadischer Leichtathlet († 1965)
- 06. November: Edward Owen, britischer Langstreckenläufer († 1949)
- 07. November: Aaron Nimzowitsch, lettischer Schachspieler und -theoretiker († 1935)
- 07. November: Max Ritter, deutsch-US-amerikanischer Schwimmer und Sportfunktionär († 1974)
- 09. November: Edward Lindberg, US-amerikanischer Leichtathlet und Olympiasieger († 1978)
- 11. November: Frederick Meadows, kanadischer Mittel- und Langstreckenläufer († 1975)
- 12. November: Günter Dyhrenfurth, Schweizer Bergsteiger und Geologe († 1975)
- 16. November: Jalmari Eskola, finnischer Langstreckenläufer († 1958)
- 19. November: Sigurd Holter, norwegischer Segler († 1963)
- 19. November: Charles Luck, britischer Turner († 1981)
- 20. November: Robert Hunter, US-amerikanischer Golfspieler († 1971)
- 23. November: Gustavo Taddia, italienischer Turner († unbekannt)
- 26. November: Anton Hansen, norwegischer Radrennfahrer († 1970)
- 26. November: Thorild Olsson, schwedischer Mittel- und Langstreckenläufer († 1934)
- 28. November: Cornelius van Oyen, deutscher Sportschütze († 1954)
- 28. November: Ludwig Uettwiller, deutsch-schweizerisch-französischer Leichtathlet († 1949)
- 29. November: João Jório, brasilianischer Ruderer und Wasserballspieler († unbekannt)

### Dezember
- 02. Dezember: Earl Cooper, US-amerikanischer Automobilrennfahrer († 1965)
- 04. Dezember: Charles Lomberg, schwedischer Leichtathlet († 1966)
- 04. Dezember: Jan Thomée, niederländischer Fußballspieler († 1954)
- 08. Dezember: Phyllis Johnson, britische Eiskunstläuferin († 1967)
- 09. Dezember: Marius Eriksen, norwegischer Turner († 1950)
- 09. Dezember: Ernst Hollstein, deutscher Fußballspieler († 1950)
- 12. Dezember: Jean-François Blanchy, französischer Tennisspieler († 1960)
- 14. Dezember: Pietro Annoni, italienischer Ruderer († 1960)
- 14. Dezember: Robert Pasemann, deutscher Leichtathlet († 1968)
- 14. Dezember: Matt Wells, britischer Boxer († 1953)
- 20. Dezember: Hazel Hotchkiss Wightman, US-amerikanische Tennisspielerin († 1974)
- 21. Dezember: Fritz Baumgarten, deutscher Fußballspieler († 1961)
- 28. Dezember: George Nicol, britischer Sprinter († 1967)
- 24. Dezember: Peco Bauwens, deutscher Fußballspieler und Funktionär des DFB († 1963)
- 28. Dezember: John Cameron, kanadischer Hammerwerfer († 1953)
- 29. Dezember: Leslie Rich, US-amerikanischer Schwimmer († 1969)
- 30. Dezember: Thomas Johnson, englischer Radrennfahrer († 1966)

### Genaues Geburtsdatum unbekannt
- George Alexander, britischer Lacrossespieler († 1929)
- Sydney Bailey, englischer Radrennfahrer († unbekannt)
- Max Pape, deutscher Schwimmer († 1947)
- Georgios Simiriotou, griechischer Tennisspieler († unbekannt)